# بيرك هاكمان
بيرك هاكمان هو ممثل تركي شارك في عدة مسلسلات تركية يعد أهمها مسلسل الهارب الذي حصل من خلاله على جائزة أفضل ممثل، شارك في مسلسل اللؤلؤة السوداء مع هاندة آرتشل في دور فورال.

## أعماله
- 2003 : المدرسة (فيلم)
- 2005 : الاجنحة المنكسرة (مسلسل)
- 2005 : وقت الفجر (مسلسل)
- 2006 : ياسمين (مسلسل تركي)
- 2006 : ماذا يعني المصير (مسلسل)
- 2007 : الوجوه الخفية (فيلم)
- 2007 : جان جان (فيلم)
- 2011 : جرح الماضي (مسلسل)
- 2011 : لقطة من التل (مسلسل)
- 2012 : الصامتون (مسلسل)
- 2014 : الهارب (مسلسل)
- 2022 : أسمعني (مسلسل تركي)

## روابط خارجية
- بيرك هاكمان على موقع IMDb (الإنجليزية)
- بيرك هاكمان على موقع ألو سيني (الفرنسية)
- بيرك هاكمان على موقع أول موفي (الإنجليزية)
- بيرك هاكمان على موقع قاعدة بيانات الفيلم (الإنجليزية)
- بيرك هاكمان على موقع كينوبويسك (الروسية)